# Revolució per minut
|  | «Rpm» redirigeix aquí. Vegeu-ne altres significats a «RPM». |

Les revolucions per minut (rpm, RPM o r/min) o voltes per minut és una unitat de freqüència, usada sovint per a mesurar la velocitat angular. En aquest context una revolució és una volta d'una roda, un eix, un disc o qualsevol cosa que giri.
La màquina que usualment es fa servir per mesurar les rpm és el tacòmetre
La unitat de freqüència del SI és l'hertz (Hz):
{\displaystyle 1~{\text{rpm}}=1~{\text{r/min}}={\frac {1}{60}}~{\text{r/s}}={\frac {1}{60}}{\text{Hz}}=0,0166666667~{\text{Hz}}}
La unitat de velocitat angular del SI és el radian per segon:
{\displaystyle 1~{\text{rpm}}=1~{\text{r/min}}=2\pi ~{\text{rad/min}}={\frac {2\pi }{60}}~{\text{rad/s}}=0,10471976~{\text{rad/s}}}

## Règim de gir d'una màquina elèctrica
Les revolucions per minut d'una màquina elèctrica es calculen amb la següent formula:
{\displaystyle n\ \left[\mathrm {min} ^{-1}\right]=60\left[{\frac {s}{\mathrm {min} }}\right]\cdot {\frac {f\ [\mathrm {Hz} ]}{p}}=120\left[{\frac {s}{\mathrm {min} }}\right]\cdot {\frac {f\ [\mathrm {Hz} ]}{P}}}
on {\displaystyle f} és la freqüència del corrent elèctric (a Europa, 50Hz i als Estats Units, 60Hz), la {\displaystyle p} són parells de pols i {\displaystyle P} és el número de pols ({\displaystyle p={\frac {P}{2}}}).
Cal tenir en compte que normalment la placa de característiques de les màquines elèctriques gairebé sempre porta indicades les revolucions per minut del motor quan aquest està subministrant la seva potència total.